# Sitno Donje
Sitno Donje es una localidad de Croacia en el ejido de la ciudad de Šibenik, condado de Šibenik-Knin.

## Geografía
Se encuentra a una altitud de 217 m s. n. m. a 357 km de la capital nacional, Zagreb.

## Demografía
En el censo 2011 el total de población de la localidad fue de 561 habitantes.
| Gráfica de población de Sitno Donje 1857-2011                       |
|                                                                     |
| Según los censos de población de la oficina estadística de Croacia. |